# Max Kortlander
Maximilian (Max) Kortlander (Grand Rapids, 1 september 1890 - New York, 11 oktober 1961) was een Amerikaanse pianist die in de jaren tien en twintig van de 20ste eeuw meer dan duizend nummers arrangeerde en inspeelde op pianorollen voor de pianola. Hij was naast pianisten als Zez Confrey en J. Lawrence Cook een van de populairste pianisten van die tijd. Later was hij eigenaar van het bedrijf waarvoor hij dat deed, QRS Music Company.

## De beginjaren
Kortlander leerde spelen met hulp van zijn moeder, die net als haar zusters af en toe als pianolerares werkte. Zij spoorde hem ook aan, elke dag minstens twee liedjes te schrijven. Toen hij veertien was, speelde hij in verschillende gelegenheden in de stad populaire liedjes. Hij volgde cursussen  aan Oberlin College Conservatory en studeerde daarna aan de American Conservatory in Chicago, waar hij tevens speelde in de betere supperclubs en danszalen. Ook speelde hij wel als begeleider.

## Pianorollen
Kortlander ontmoette in 1914 iemand van de in Chicago gevestigde QRS Music Company (mogelijk arrangeur Lee S. Roberts) en werd gevraagd voor deze producent van pianrollen te werken, als arrangeur en pianist. De industrie van pianorollen en pianola's maakte in die jaren een bloeitijd door en Kortlander nam in tien jaar tijd meer dan duizend nummers op, die hij zelf gearrangeerd had. Een behoorlijk aantal nummers had hij zelf gecomponeerd: in de periode tot 1940 schreef hij (alleen of met anderen) 65 nummers, waaronder de foxtrot "Tell Me Why the Nights Are Lonesome" (1919), "Felix the Cat" (een van de verschillende nummers voor de cartoon) en enkele rags. De liedjes werden ook als bladmuziek verkocht.
"Tell Me" was Kortlander's eerste grote hit. Het lied werd met succes opgenomen door de blanke 'zwarte' zanger Al Jolson en Kortlander verkocht het nummer voor een in die tijd zeer groot bedrag aan een muziekuitgever (meer dan 70.000 dollar). De pianist/componist was nu rijk en ging met zijn gezin wonen in New York.  Als pianist was Kortlander onder het pianorollen-kopende publiek vanwege zijn energieke en 'versierende' stijl erg populair. Hij nam een aantal rollen onder een pseudonym op (Ted Baxter of Jeff Watters), als hij een vierhandig stuk inspeelde of een nummer van een 'zwarte' componist.

## Manager en eigenaar
Eind jaren tien werd de pianist general manager van de fabriek waar de rollen feitelijk werden gemaakt, in New York. Dit werk nam rond 1926 zoveel tijd in beslag, dat hij niet langer meer pianorollen inspeelde. Door de Grote Depressie in 1927 kwam de firma QRS in grote financiële problemen en nam Kortlander een hypotheek op zijn huis om het bedrijf over te nemen. Na ups (de Tweede Wereldoorlog) en downs (de komst van de televisie), wist Kortlander QRS winstgevend te maken, door in te spelen op de smaak van het publiek: oude successen en de populaire liedjes van de tijd. Een deel van het succes was toe te schrijven aan zijn arrangeur en 'inspeler' J. Lawrence Cook. Ook kwam hij in de jaren vijftig met een innovatie van de pianola, een spinet die je 'handmatig' of automatisch kon bespelen. 
Begin jaren zestig ging het weer goed met de verkoop van pianola's en pianorollen. Op 11 oktober 1961 overleed Kortlander echter op zijn kantoor in The Bronx. Zijn vrouw gaf de leiding aan Kortlanders broer en verkocht QRS vijf jaar later. Het bedrijf bestaat nog steeds.

## Composities
Verschillende composities van Max Kortlander zijn door beroemde artiesten op de plaat gezet. Enkele voorbeelden van opnames:
- "Tell Me", naast Al Jolson door bijvoorbeeld de Original Dixieland Jazz Band, Bing Crosby en Doris Day
- "Keeps On Rainin'" (gecomponeerd met Spencer Williams) door Billie Holiday en Bessie Smith
- "Anytime, Anyday, Anywhere", door Art Hickman
- "Always In My Dreams, Never in My Arms", door Glenn Miller en Les Brown
- "I'm the One Who Loves You" (geschreven met Clifford Grey), door Una Mae Carlisle en Tommy Dorsey
- "Felix the Cat" (met Peter Wendling), door Bix Beiderbecke
- "Scatter Your Smiles" (met Peter Wendling), door Joe Candullo
- "Something to Live For", door Billie Holiday en Judy Garland

## Discografie
- Piano Roll Artistry of Max Kortlander, Smithsonian Records, 1981/2012